# Gran Premi de l'Ulster de motociclisme
El Gran Premi de l'Ulster de motociclisme fou un esdeveniment esportiu que es disputà entre 1922 i 2019 en 81 edicions, gairebé sempre en circuits urbans prop de Belfast.
Va formar part del calendari del Campionat del món de motociclisme en 23 ocasions entre el 1949 i el 1971. Les quatre primeres edicions del campionat del món van ser al Circuit de Clady i la resta al Circuit de Dundrod.

## Noms oficials i patrocinadors
- 1958, 1961, 1964–1965, 1971: Ulster Grand Prix (sense patrocinador oficial)[1]

## Guanyadors múltiples (1949-1971)

### Pilots
| # Victòries | Pilot            | Victòries | Victòries              |
| # Victòries | Pilot            | Categoria | Anys                   |
| ----------- | ---------------- | --------- | ---------------------- |
| 7           | Mike Hailwood    | 500cc     | 1962, 1963, 1966, 1967 |
| 7           | Mike Hailwood    | 350cc     | 1966                   |
| 7           | Mike Hailwood    | 250cc     | 1967                   |
| 7           | Mike Hailwood    | 125cc     | 1959                   |
| 7           | Giacomo Agostini | 500cc     | 1968, 1969, 1970       |
| 7           | Giacomo Agostini | 350cc     | 1967, 1968, 1969, 1970 |
| 6           | John Surtees     | 500cc     | 1958, 1959             |
| 6           | John Surtees     | 350cc     | 1958, 1959, 1960       |
| 6           | John Surtees     | 250cc     | 1955                   |
| 5           | Carlo Ubbiali    | 250cc     | 1960                   |
| 5           | Carlo Ubbiali    | 125cc     | 1950, 1956, 1958, 1960 |
| 4           | Jim Redman       | 350cc     | 1962, 1963, 1964       |
| 4           | Jim Redman       | 250cc     | 1963                   |
| 4           | Luigi Taveri     | 250cc     | 1956                   |
| 4           | Luigi Taveri     | 125cc     | 1957, 1962, 1966       |
| 3           | Geoff Duke       | 500cc     | 1950, 1951             |
| 3           | Geoff Duke       | 350cc     | 1951                   |
| 3           | Maurice Cann     | 250cc     | 1949, 1950, 1952       |
| 3           | Bill Lomas       | 500cc     | 1955                   |
| 3           | Bill Lomas       | 350cc     | 1955, 1956             |
| 3           | Gary Hocking     | 500cc     | 1961                   |
| 3           | Gary Hocking     | 350cc     | 1961                   |
| 3           | Gary Hocking     | 250cc     | 1959                   |
| 3           | Phil Read        | 500cc     | 1964                   |
| 3           | Phil Read        | 250cc     | 1964, 1965             |
| 3           | Bill Ivy         | 250cc     | 1968                   |
| 3           | Bill Ivy         | 125cc     | 1967, 1968             |
| 2           | Ken Kavanagh     | 500cc     | 1953                   |
| 2           | Ken Kavanagh     | 350cc     | 1952                   |
| 2           | Werner Haas      | 250cc     | 1954                   |
| 2           | Werner Haas      | 125cc     | 1953                   |
| 2           | Cecil Sandford   | 250cc     | 1957                   |
| 2           | Cecil Sandford   | 125cc     | 1952                   |
| 2           | John Hartle      | 500cc     | 1956, 1960             |
| 2           | Hugh Anderson    | 125cc     | 1963, 1964             |
| 2           | Kel Carruthers   | 250cc     | 1969, 1970             |
| 2           | Ángel Nieto      | 50cc      | 1969, 1970             |

### Constructors
| # Victòries | Constructor | Victòries | Victòries                                      |
| # Victòries | Constructor | Categoria | Anys                                           |
| ----------- | ----------- | --------- | ---------------------------------------------- |
| 24          | MV Agusta   | 500cc     | 1958, 1959, 1961, 1962, 1963, 1968, 1969, 1970 |
| 24          | MV Agusta   | 350cc     | 1958, 1959, 1960, 1961, 1967, 1968, 1969, 1970 |
| 24          | MV Agusta   | 250cc     | 1956, 1958, 1960                               |
| 24          | MV Agusta   | 125cc     | 1952, 1956, 1957, 1958, 1960                   |
| 13          | Honda       | 500cc     | 1966, 1967                                     |
| 13          | Honda       | 350cc     | 1962, 1963, 1964, 1966                         |
| 13          | Honda       | 250cc     | 1961, 1962, 1963, 1967                         |
| 13          | Honda       | 125cc     | 1961, 1962, 1966                               |
| 11          | Norton      | 500cc     | 1950, 1951, 1953, 1956, 1960, 1964, 1965       |
| 11          | Norton      | 350cc     | 1951, 1952, 1953, 1954                         |
| 8           | Moto Guzzi  | 500cc     | 1955                                           |
| 8           | Moto Guzzi  | 350cc     | 1955, 1956, 1957                               |
| 8           | Moto Guzzi  | 250cc     | 1949, 1950, 1951, 1952                         |
| 7           | Yamaha      | 250cc     | 1964, 1965, 1968, 1970, 1971                   |
| 7           | Yamaha      | 125cc     | 1967, 1968                                     |
| 5           | NSU         | 250cc     | 1953, 1954, 1955                               |
| 5           | NSU         | 125cc     | 1953, 1954                                     |
| 4           | Suzuki      | 500cc     | 1971                                           |
| 4           | Suzuki      | 125cc     | 1963, 1964, 1965                               |
| 2           | Velocette   | 350cc     | 1949, 1950                                     |
| 2           | Mondial     | 250cc     | 1957                                           |
| 2           | Mondial     | 125cc     | 1950                                           |
| 2           | Gilera      | 500cc     | 1952, 1957                                     |
| 2           | Derbi       | 50cc      | 1969, 1970                                     |
| 2           | MZ          | 350cc     | 1971                                           |
| 2           | MZ          | 250cc     | 1959                                           |

## Guanyadors per any (1949-1971)
| Any  | Circuit | 50 cc                 | 250 cc                     | 350 cc                         | 500 cc                         | Detalls |
| ---- | ------- | --------------------- | -------------------------- | ------------------------------ | ------------------------------ | ------- |
| 1971 | Dundrod | Cancel·lada           | Ray McCullough · (Yamaha)  | Peter Williams · (MZ)          | Jack Findlay · (Suzuki)        | Detalls |
| 1970 | Dundrod | Ángel Nieto · (Derbi) | Kel Carruthers · (Yamaha)  | Giacomo Agostini · (MV Agusta) | Giacomo Agostini · (MV Agusta) | Detalls |
| 1969 | Dundrod | Ángel Nieto · (Derbi) | Kel Carruthers · (Benelli) | Giacomo Agostini · (MV Agusta) | Giacomo Agostini · (MV Agusta) | Detalls |

| Any  | Circuit | 125 cc                           | 250 cc                          | 350 cc                         | 500 cc                         | Detalls |
| ---- | ------- | -------------------------------- | ------------------------------- | ------------------------------ | ------------------------------ | ------- |
| 1968 | Dundrod | Bill Ivy · (Yamaha)              | Bill Ivy · (Yamaha)             | Giacomo Agostini · (MV Agusta) | Giacomo Agostini · (MV Agusta) | Detalls |
| 1967 | Dundrod | Bill Ivy · (Yamaha)              | Mike Hailwood · (Honda)         | Giacomo Agostini · (MV Agusta) | Mike Hailwood · (Honda)        | Detalls |
| 1966 | Dundrod | Luigi Taveri · (Honda)           | Ginger Molloy · (Bultaco)       | Mike Hailwood · (Honda)        | Mike Hailwood · (Honda)        | Detalls |
| 1965 | Dundrod | Ernst Degner · (Suzuki)          | Phil Read · (Yamaha)            | František Štastný · (Jawa)     | Dick Creith · (Norton)         | Detalls |
| 1964 | Dundrod | Hugh Anderson · (Suzuki)         | Phil Read · (Yamaha)            | Jim Redman · (Honda)           | Phil Read · (Norton)           | Detalls |
| 1963 | Dundrod | Hugh Anderson · (Suzuki)         | Jim Redman · (Honda)            | Jim Redman · (Honda)           | Mike Hailwood · (MV Agusta)    | Detalls |
| 1962 | Dundrod | Luigi Taveri · (Honda)           | Tommy Robb · (Honda)            | Jim Redman · (Honda)           | Mike Hailwood · (MV Agusta)    | Detalls |
| 1961 | Dundrod | Kunimitsu Takahashi · (Honda)    | Bob McIntyre · (Honda)          | Gary Hocking · (MV Agusta)     | Gary Hocking · (MV Agusta)     | Detalls |
| 1960 | Dundrod | Carlo Ubbiali · (MV Agusta)      | Carlo Ubbiali · (MV Agusta)     | John Surtees · (MV Agusta)     | John Hartle · (Norton)         | Detalls |
| 1959 | Dundrod | Mike Hailwood · (Ducati)         | Gary Hocking · (MZ)             | John Surtees · (MV Agusta)     | John Surtees · (MV Agusta)     | Detalls |
| 1958 | Dundrod | Carlo Ubbiali · (MV Agusta)      | Tarquinio Provini · (MV Agusta) | John Surtees · (MV Agusta)     | John Surtees · (MV Agusta)     | Detalls |
| 1957 | Dundrod | Luigi Taveri · (MV Agusta)       | Cecil Sandford · (FB-Mondial)   | Keith Campbell · (Moto Guzzi)  | Libero Liberati · (Gilera)     | Detalls |
| 1956 | Dundrod | Carlo Ubbiali · (MV Agusta)      | Luigi Taveri · (MV Agusta)      | Bill Lomas · (Moto Guzzi)      | John Hartle · (Norton)         | Detalls |
| 1955 | Dundrod |                                  | John Surtees · (NSU)            | Bill Lomas · (Moto Guzzi)      | Bill Lomas · (Moto Guzzi)      | Detalls |
| 1954 | Dundrod | Rupert Hollaus · (NSU)           | Werner Haas · (NSU)             | Ray Amm · (Norton              | Ray Amm · (Norton)             | Detalls |
| 1953 | Dundrod | Werner Haas · (NSU)              | Reg Armstrong · (NSU)           | Ken Mudford · (Norton)         | Ken Kavanagh · (Norton)        | Detalls |
| 1952 | Clady   | Cecil Sandford · (MV Agusta)     | Maurice Cann · (Moto Guzzi)     | Ken Kavanagh · (Norton)        | Cromie McCandless · (Gilera)   | Detalls |
| 1951 | Clady   | Cromie McCandless · (FB-Mondial) | Bruno Ruffo · (Moto Guzzi)      | Geoff Duke · (Norton)          | Geoff Duke · (Norton)          | Detalls |
| 1950 | Clady   | Carlo Ubbiali · (FB-Mondial)     | Maurice Cann · (Moto Guzzi)     | Bob Foster · (Velocette)       | Geoff Duke · (Norton)          | Detalls |
| 1949 | Clady   |                                  | Maurice Cann · (Moto Guzzi)     | Freddie Frith · (Velocette)    | Les Graham · (AJS)             | Detalls |

Notes
1. ↑  La cursa de 50cc de 1971 fou cancel·lada en haver-se rebut només vuit pre-inscripcions.[2]
2. ↑  La cursa de 500cc de 1954 fou aturada a causa del mal temps, essent exclosa del Campionat del Món.[3]
3. ↑  La cursa de 125cc de 1951 només tingué 4 competidors i fou exclosa del Campionat del Món.[4]